# Huset Fürstenberg
Huset Fürstenberg er en højadelig schwabisk (tysk) slægt. 
Slægtens nuværende medlemmer har titler som prinser og prinsesser. Slægtens overhoved kaldes traditionelt for fyrste. 
Tidligere har slægtens medlemmer været grever, rigsfyrster og standsherrer. 

## Medlemmer af slægten
- Heinrich 1. (Fürstenberg) (født 1215, død 6. januar 1284 ) var stamfader til Huset Fürstenberg
- Antonius von Fürstenberg (død 1540 i Wesel), provst i Børglum og rigsråd
- Karl Aloys zu Fürstenberg (1760–1799), østrigsk feltmarskal
- Landgrevinde, senere fyrstinde Josepha Sophie von Furstenberg-Weitra (1776–1848), gift med fyrste Johan 1. Josef af Liechtenstein
- Marcus Nabibaks Prinz zu Fürstenberg  (2009)